# 1382-es busz
Az 1382-es jelzésű autóbusz egy országos autóbuszjárat volt, amely Miskolcot kötötte össze Egerrel. 
Útvonalhossza 77,5 km, menetideje 2 óra 10 perc (130 perc) volt. Munkaszüneti napokon egy járat szállította az utasokat.
A 2020. december 13-ai menetrendváltással a Volánbusz megszüntette az autóbuszvonalat, az utolsó járat 2020. december 6-án közlekedett.

## Megállóhelyei
| 0  | Eger, autóbusz-állomás végállomás    | 2, 2A, 2i, 5, 5A, 5i, 7, 8, 11, 11i, 12, 12Y, 14, 14A, 14C 1049, 1050, 1051, 1052, 1054, 1341, 1343, 1344, 1346, 1347, 1348, 1349, 1351, 1352, 1354, 1378, 1379, 1380, 1383, 1386, 1426, 1447, 1448, 1466, 1468, 1514, 1517 3400, 3402, 3403, 3404, 3408, 3409, 3410, 3411, 3415, 3416, 3417, 3418, 3419, 3420, 3423, 3424, 3425, 3426, 3430, 3431, 3432, 3433, 3434, 3436, 3440, 3441, 3442, 3443, 3444, 3445, 3446, 3448, 3450, 3454, 3455, 3456, 3457, 3458, 3469, 3470, 3471, 3472, 3473, 3474, 3476, 3479, 3480, 3481, 3482, 3483, 3484, 3604, 3660, 3667, 3672, 4012, 4014, 4015, 4018, 4157      |
| 1  | Eger, Egyetem                        | 5, 5A, 5i, 8 3415, 3416, 3417, 3418, 4012 |
| 2  | Eger, Uszoda                         | 5, 5A, 5i, 8 3415, 3416, 3417, 3418, 4012 |
| 3  | Eger, Gárdonyi-ház                   | 3415, 3416, 3417, 3418, 4012 |
| 4  | Eger, Eger-vár vasúti megállóhely    | 7 3415, 3416, 3417, 3418, 4012 személyvonat |
| 5  | Eger, Szőllőcskei erdő               | 3415, 3416, 3417, 3418 |
| 6  | Eger, Szőllőcske                     | 3415, 3416, 3417, 3418 |
| 7  | Noszvaj, várhegyi elágazás           | 3415, 3416, 3417, 3418 |
| 8  | Noszvaj, síkfőkúti elágazás          | 3415, 3416, 3417, 3418, 4012 |
| 9  | Noszvaj, faluközpont                 | 3415, 3416, 3417, 3418, 4012 |
| 10 | Noszvaj, De la Motte kastély         | 3415, 3418 |
| 11 | Noszvaj, Idősek otthona              | 3415, 3418 |
| 12 | Noszvaj, Oxigén Hotel                | 3415, 3418 |
| 13 | Szomolya, Árpád út 19.               | 3415, 3418, 4016 |
| 14 | Szomolya, Kossuth utca 67.           | 3415, 3418, 4016 |
| 15 | Szomolya, községháza                 | 3415, 3418, 4016 |
| 16 | Szomolya, újtelep                    | 3415, 3418, 4016 |
| 17 | Matyóföld tanya                      | 3418, 4016 |
| 18 | Mezőkövesd, Jegenyesor út 106.       | 8, 8A, 8C 3418, 4016 |
| 19 | Mezőkövesd, autóbusz-állomás         | 1057, 1341, 1344, 1375, 1376, 1377, 1379, 1380, 1386, 1426, 1427, 1447, 1448, 1468 3416, 3418, 3419, 3746, 3749, 4001, 4005, 4006, 4007, 4008, 4009, 4010, 4013, 4014, 4015, 4016, 4017, 4018, 4019, 4023, 4026, 4027, 4030, 4157 |
| 20 | Mezőkövesd, Szent László tér         | 5, 5C, 5D, 5E, 5F, 5Y, 6C, 6D, 7, 7A, 8, 8A, 8C 1057, 1341, 1375, 1376, 1377, 1379, 1380, 1386 3746, 3749, 4001, 4005, 4006, 4007, 4008, 4009, 4014, 4015, 4019, 4026, 4027, 4030 |
| 21 | Mezőkövesd, gimnázium                | 5, 5C, 5D, 5E, 5F, 5Y, 6C, 6D, 7, 7A, 8, 8A, 8C 1341, 1377, 1379, 1380, 1386 3746, 3749, 4001, 4005, 4006, 4007, 4008, 4009, 4014, 4015, 4019, 4026, 4027, 4030 |
| 22 | Tardi elágazás                       | 3749, 4001, 4005, 4006, 4007, 4008, 4014, 4026, 4027, 4030 |
| 23 | Mezőnyárád, temető                   | 1057, 1341, 1379, 1380, 1386 3746, 3747, 3749, 4005, 4006, 4007, 4008, 4009, 4011, 4014, 4019, 4026, 4027, 4030 |
| 24 | Mezőnyárád, kultúrház                | 3746, 3747, 3749, 4005, 4006, 4007, 4011, 4014, 4019, 4026, 4027 |
| 25 | Mezőnyárád, posta                    | 1379, 1380, 1386 3746, 3747, 3749, 4005, 4006, 4007, 4011, 4014, 4019, 4026, 4027 |
| 26 | Bükkábrány, Thermoplasztika          | 1375, 1376, 1377, 1379, 1380, 1386, 1426, 1427 3747, 4005 |
| 27 | Vatta, híd                           | 1375, 1376, 1377, 1379, 1380, 1386, 1426, 1427 3746, 3747, 3748, 3749, 3750, 4014, 4019 |
| 28 | Vatta, Kossuth út 30.                | 1379, 1380, 1386 3746, 3747, 3748, 3749, 3750, 4014, 4019 |
| 29 | Emőd, Bagolyvár Csárda               | 1379, 1380, 1386 3746, 3747, 3748, 3749, 3750, 4014, 4019 |
| 30 | Emőd, ABC áruház                     | 1375, 1376, 1377, 1379, 1380, 1426, 1427 3746, 3747, 3748, 3749, 3750, 4014, 4019 |
| 31 | Emőd, ÁG bejárati út                 | 1380 3746, 3747, 3748, 3749, 3750, 4014, 4019 |
| 32 | Nyékládháza, Szemere út 53.          | 1369, 1370, 1372, 1375, 1376, 1377, 1379, 1380, 1386, 1427 3745, 3746, 3747, 3748, 3749, 3750, 4014, 4019 |
| 33 | Mályi, lakótelep                     | 3739, 3741, 3742, 3743, 3745, 3744, 3747, 3748, 3749, 3750, 4014, 4019 |
| 34 | Mályi, bolt                          | 1369, 1370, 1372, 1375, 1377, 1379, 1380, 1386 3739, 3740, 3741, 3742, 3743, 3744, 3745, 3746, 3747, 3748, 3749, 3750, 4014, 4019 |
| 35 | Mályi, téglagyár                     | 1370 3739, 3740, 3741, 3742, 3743, 3744, 3745, 3747, 3748, 3749, 3750, 4014, 4019 |
| 36 | Miskolc (Hejőcsaba), gyógyszertár    | 4, 14, 14Y, 43, 44, 45 1379, 1380 3739, 3740, 3741, 3742, 3743, 3744, 3745, 3746, 3747, 3748, 3749, 3750, 3751, 3752, 4014, 4019 |
| 37 | Miskolc-tapolcai elágazás            | 2, 4, 12, 14, 14Y, 20, 30, 32, 34, 35R, 43, 44, 45, 280, ME 1369, 1370, 1372, 1373, 1374, 1375, 1376, 1377, 1379, 1380, 1386 3739, 3740, 3741, 3742, 3743, 3744, 3745, 3746, 3747, 3748, 3749, 3750, 3751, 3752, 4014, 4019 |
| 38 | Miskolc, SZTK rendelőintézet         | 2, 12, 14, 14Y, 20, 30, 31, 34, 35R, 43, 44 1369, 1370, 1376, 1379, 1380 3739, 3740, 3741, 3742, 3743, 3744, 3745, 3746, 3747, 3748, 3749, 3750, 3751, 3752, 4019 |
| 39 | Miskolc, Corvin út                   | 2, 12, 20, 28, 34, 35, 43, 44, Auchan 1 1369, 1370, 1372, 1376, 1379, 1380, 1386 3739, 3740, 3741, 3742, 3743, 3744, 3745, 3746, 3747, 3748, 3749, 3750, 3751, 3752, 4019 |
| 40 | Miskolc, autóbusz-állomás végállomás | 1, 1B, 2, 3, 3A, 4, 7, 11, 14Y, 20, 24, 28, 32, 43, 45, 280, ME 1369, 1370, 1372, 1373, 1374, 1375, 1376, 1377, 1379, 1380, 1383, 1384, 1386, 1410, 1411 3700, 3701, 3702, 3703, 3704, 3705, 3706, 3707, 3708, 3709, 3710, 3711, 3712, 3714, 3715, 3716, 3717, 3718, 3719, 3720, 3721, 3722, 3723, 3724, 3726, 3727, 3728, 3729, 3730, 3731, 3732, 3733, 3734, 3735, 3736, 3737, 3738, 3739, 3740, 3741, 3742, 3743, 3744, 3745, 3746, 3747, 3748, 3749, 3750, 3751, 3752, 3754, 3755, 3756, 3757, 3760, 3761, 3762, 3763, 3764, 3765, 3766, 3767, 3769, 3770, 3774, 3775, 3776, 3777, 3785, 4014, 4019 |